# Breno Sidoti
Breno França Sidoti (Cruzeiro, São Paulo, 16 de març de 1983) és un ciclista brasiler, ja retirat, professional entre el 2006 i el 2012. En el seu palmarès destaquen el Tour de Rio del 2009 i la Copa Amèrica de Ciclisme del 2011.

## Palmarès
- 2003
  - Vencedor d'una etapa del Tour de Santa Catarina
- 2004
  - Vencedor d'una etapa de la Volta a l'Estat de São Paulo
- 2005
  -  Campió de Brasil en ruta sub-23
  -  Campió de Brasil en contrarellotge sub-23
  - Vencedor d'una etapa de la Volta al Paraná
  - Vencedor d'una etapa del Tour de Santa Catarina
- 2006
  - Vencedor d'una etapa del Giro del Vèneto
- 2007
  - Vencedor d'una etapa del Tour de Santa Catarina
- 2009
  - 1r al Tour de Rio i vencedor d'una etapa
- 2011
  - 1r a la Copa Amèrica de Ciclisme